# Georges Heitz
Georges Heitz, né le 5 mai 1901 dans le 16e arrondissement de Paris où il est mort le 28 septembre 1927, est un poète français du XXe siècle.

## Biographie
Georges Camille Jean Heitz, né le 5 mai 1901 à Paris, est le fils de Camille Alexandre Jean Heitz, médecin, chevalier de la Légion d'honneur (1876-1930) et de Sarah Motchan (née en 1868 à Odessa en Ukraine).
En 1922, il réussit le concours d'admission à l'École nationale des Chartes aux côtés de Gabrielle de Saint-Exupéry, sœur d'Antoine de Saint-Exupéry. Il suit également les conférences de l'École pratique des hautes études au cours de l'année 1924-1925 et est diplômé de l'École libre des sciences politiques, dans la section diplomatique, en juin 1926.
En 1923, il crée une société de conférences, Le Scarabée, sous le patronage de la revue Les Feuilles critiques, qui se réunit à la Maison de Balzac. Il est associé Jean-Albert Sorel, Guy de Sarnez Jacques Nels Philippe Parès.
Début 1925, il fonde et dirige une nouvelle édition de l'ancienne revue L'Ermitage avec Jean-Albert Sorel. Philippe Chabaneix raconte qu'il se lie avec de nombreux poètes, dont Jean Lebrau, Marcel Ormoy, Charles Forot, Louis Pize, Noël Ruet, Jacques Delmond. A l'opposé, le poète surréaliste André Breton n'apprécie pas la revue.
A la même époque, il publie le recueil Offrandes dont le poète Jean Lebrau apprécie le lyrisme.
Après plusieurs sursis pour terminer ses études, il est incorporé au 6e groupe autonome d'artillerie pour y faire son service militaire en novembre 1926, puis affecté au 19e escadron du train en janvier 1927.
Georges Heitz meurt accidentellement, célibataire, le 28 septembre 1927, à son domicile au 81 rue de la Tour à Paris, et est inhumé le 3 octobre 1927 au cimetière du Père-Lachaise.
En décembre 1927, le recueil Images détachées de l'oubli est couronné par le Prix Archon-Despérouses. On lit dans le rapport de l'Académie française : « Hélas, parmi les lauréats du concours de poésie, déjà l’un d’eux manque à l’appel, l’auteur de ces précieuses Images détachées de l’oubli. L’école de jeunes poètes que Georges Heitz avait su grouper autour de l’Ermitage ressuscité est en deuil de son chef, et le brin de laurier dont nous voulions orner son front, c’est à des parents en deuil que, pieusement, il nous faut le remettre pour en faire la parure d’une tombe ».
Son ami le poète Marcel Ormoy (1891-1934) lui succède comme directeur de L'Ermitage et publie Stèle pour un jeune poète, in memoriam Georges Heitz en 1928.
Début 1928, un groupe de poètes publie un recueil en hommage À Georges Heitz, parmi lesquels Francis Jammes, Henri de Régnier, Pierre de Nolhac, Tristan Derême.

## Œuvres principales
- Offrandes, poèmes, 1924
- Images détachées de l'oubli, poèmes, 1926
- Fugue vers d'autres visages, poèmes, 1926
- Écrit sur le sable, posthume, poèmes, 1927[15],[16]
- Dans le champ des lettres posthume, 1929

## Distinctions
- 1927 : Académie française - Prix Archon Despérouses pour Images détachées de l'oubli[17]